# Rivière Daniel (rivière Mistassibi)
Pour les articles homonymes, voir Daniel.
La rivière Daniel est un affluent de la rivière Mistassibi, coulant dans le territoire non organisé de Rivière-Mistassini, dans la municipalité régionale de comté (MRC) de Maria-Chapdelaine, dans la région administrative de Saguenay–Lac-Saint-Jean, dans la province de Québec, au Canada,,.
La vallée de la rivière Daniel est surtout desservie par la route forestière R0206 et la R0257 pour les besoins de la foresterie et des activités récréotouristiques. Plusieurs autres routes forestières secondaires desservent le territoire.
La foresterie constitue la principale activité économique du secteur ; les activités récréotouristiques, en second.
La surface de la rivière Daniel est habituellement gelée de la fin novembre au début avril, toutefois la circulation sécuritaire sur la glace se fait généralement de la mi-décembre à la fin mars.

## Géographie
Le cours de la rivière Daniel est située à l'ouest de la Mistassibi et dans la partie supérieure de cette dernière.
Les principaux bassins versants voisins de la rivière Daniel sont :
- côté nord : lac Olivette, rivière Mistassibi, rivière Mistassibi Nord-Est ;
- côté est : lac Clarice, lac Pointel, rivière Mistassibi, rivière Mistassibi Nord-Est, lac Piraube, lac Maupertuis ;
- côté sud : lac du Huard, rivière Mistassibi, rivière Bureau ;
- côté ouest : Petit lac De Vau, lac Marthe[2].

La rivière Daniel prend sa source à l’embouchure du lac De Vau (longueur : 10,6 km ; altitude : 537 m) dans le territoire non organisé de Rivière-Mistassini. L’embouchure du lac de tête est située à :
- 1,5 km au nord-est du Petit lac De Vau lequel constitue le lac de tête de la rivière Mistassini ;
- 7,0 km à l'ouest de la route forestière R0206 ;
- 11,3 km à l'ouest du cours de la rivière Mistassibi ;
- 11,6 km à l'est du lac à l'Eau Froide ;
- 22,2 km au sud du lac Témiscamie ;
- 50,3 km au nord-ouest de la confluence de la rivière Daniel et de la rivière Mistassibi[2].

À partir de sa source, la rivière Daniel coule sur 68,6 km vers le sud-ouest entièrement en zone forestière sur un dénivelé de 199 m, selon les segments suivants :
Cours supérieur de la rivière Daniel (segment de 15,2 km)
- 2,1 km vers le sud notamment en traversant sur 1,4 km un lac non identifié (longueur : 1,5 km ; altitude : 537 m), jusqu’à son embouchure. Note : Ce lac reçu du côté est la décharge du lac Pointel ;
- 1,8 km vers le sud notamment en traversant sur 1,9 km le lac Baptiste (longueur : 2,0 km ; altitude : 537 m), jusqu’à son embouchure ;
- 5,3 km vers le sud notamment en traversant le lac Nathalie (longueur : 2,8 km ; altitude : 523 m) sur sa pleine longueur, jusqu’à son embouchure ;
- 6,0 km vers le sud notamment en traversant deux lacs non identifiés, jusqu’à la rive nord d’un lac non identifié ;

Cours intermédiaire de la rivière Daniel (segment de 22,7 km)
- 1,4 km vers le sud en traversant un lac non identifié (longueur : 1,6 km ; altitude : 512 m), jusqu’à son embouchure. Note : Ce lac reçoit du Nord-Est la décharge du lac Clarice ;
- 9,2 km vers le sud notamment en traversant sur km un lac non identifié (longueur : km ; altitude : 512 m), jusqu’à son embouchure. Note : ce lac reçoit du côté est la décharge d’un ensemble de lacs ;
- 5,7 km vers le sud, notamment en traversant un lac non identifié (longueur : 4,8 km ; altitude : 512 m), jusqu’à son embouchure ;
- 3,4 km vers le sud notamment en traversant sur km un lac non identifié (longueur : 3,1 km ; altitude : 512 m), jusqu’à son embouchure ;
- 3,0 km vers le nord-est notamment en traversant sur 2,4 km la partie sud du lac Daniel (longueur : 4,6 km ; altitude : 512 m) en contournant une montagne de la rive sud du lac Daniel, jusqu’à son embouchure ;

Cours inférieur de la rivière Daniel (segment de 30,7 km)
- 6,0 km vers le sud-est en formant un grand S en début de segment et en traversant sur 2,4 km un lac non identifié (longueur : 2,4 km ; altitude : 480 m) en contournant une presqu’île rattachée à la rive ouest, jusqu’à son embouchure ;
- 12,0 km vers le sud-est en traversant un lac non identifié (longueur : 2,4 km ; altitude : 480 m) formé par l’élargissement de la rivière, jusqu’à son embouchure ;
- 4,7 km vers le sud en recueillant la décharge (venant du sud-ouest) de deux lacs et en courbant vers l'est en fin de segment, jusqu’à la décharge (venant du sud) de quelques lacs ;
- 3,8 km vers le nord-est en recueillant deux décharges (venant du nord) de lacs, jusqu’à un coude de rivière, correspondant à la décharge (venant du nord) d’un lac non identifié ;
- 4,2 km vers le sud-est en courbant légèrement vers l'est et en coupant la route forestière R0255, jusqu’à son embouchure[2].

La rivière Daniel se déverse dans un coude de rivière sur la rive nord de la rivière Mistassibi. Cette confluence est située à :
- 19,3 km au sud-est du cours de la rivière Mistassibi Nord-Est ;
- 27,7 km au sud-est du lac Piraube ;
- 57,5 km à l'ouest du lac Péribonka ;
- 103,7 km au nord-ouest de la confluence de la rivière Mistassibi Nord-Est et de la rivière Mistassibi ;
- 172,9 km au nord-ouest de la confluence de la rivière Mistassibi avec la rivière Mistassini ;
- 191,9 km au nord de l’embouchure de la rivière Mistassini (confluence avec le lac Saint-Jean) ;
- 205,5 km au nord-ouest de l’embouchure du lac Saint-Jean[5],[2].

À partir de l’embouchure de la rivière Daniel, le courant descend le cours de la rivière Mistassibi sur 232,4 km vers le sud, le cours de la rivière Mistassini sur 24,6 km d’abord vers l’est, puis vers le sud-ouest. À l’embouchure de cette dernière, le courant traverse le lac Saint-Jean sur 42,7 km vers l’est, puis emprunte le cours de la rivière Saguenay vers l’est sur 155 km jusqu'à la hauteur de Tadoussac où il conflue avec le fleuve Saint-Laurent.

## Toponymie
Le terme Daniel constitue un prénom et un patronyme de famille d’origine française.
Le toponyme de rivière Daniel a été officialisé le 5 décembre 1968 à la Banque des noms de lieux de la Commission de toponymie du Québec.